# 拜牙即
拜牙即（Beyazit，15世纪—16世纪），明朝哈密国忠顺王，蒙古贵族，忠顺王陕巴的儿子。
弘治十八年（1505年）父陕巴卒，袭忠顺王。屡次遣使到北京朝贡。他常常怀疑部下害自己。正德八年（1513年）弃城投奔吐鲁番汗国，住在速檀满速儿弟弟把巴歹营中。哈密被吐鲁番和卓他只丁占据。十年（1515年）遣使向明朝朝贡奏事，后来不知所终。